# Iso Selkäsaari (ö i Birkaland, Tammerfors, lat 61,40, long 24,13)
Iso Selkäsaari är en ö i Finland. Den ligger i sjön Roine och i kommunen Kangasala i den ekonomiska regionen Tammerfors och landskapet Birkaland, i den södra delen av landet, 140 km norr om huvudstaden Helsingfors. Öns area är 2,7 hektar och dess största längd är 220 meter i nord-sydlig riktning.